# Rudolf von Bünau
Rudolf von Bünau (19 de agosto de 1890 - 14 de janeiro de 1962) foi um general alemão que lutou nas duas guerras mundiais, tendo comandado diversas unidades e divisões durante a Segunda Guerra Mundial. 

## Biografia
Nasceu em Stuttgart em 19 de agosto de 1890. Rudolf von Bünau foi um oficial cadete em 1909. Ele lutou na infantaria durante a Primeira Guerra Mundial (1914-18), chegando a patente de Hauptmann em 1918. Após a guerra ele continuou a sua carreira na infantaria, conseguindo uma promoção para Oberst em 1 de agosto de 1936.
Com o início da Segunda Guerra Mundial ele comandou o Regimento de Infantaria 133. Se tornou Generalmajor em 1 de setembro de 1940, e assumiu o comando da 177ª Divisão Panzer em 1 de novembro de 1940. Foi promovido para Generalmajor em 1 de setembro de 1941 e Generalleutnant em 1 de maio de 1944.
Comandou a 73ª Divisão de Infantaria (1 de novembro de 1942) e após o XXXXVII Corpo Panzer (26 de novembro de 1943 até 1 de janeiro de 1944).
Mais tarde estava no comando do LV Corpo de Exército e XI Corpo de Exército e foi o comandante oficial da defesa de Vienna.
Foi feito prisioneiro pelos Americanos em 8 de maio de 1945, e foi libertado em 1947. Faleceu em Kirchheim unter Teck em 14 de janeiro de 1962.
Faleceu em Kirchheim unter Teck em 14 de janeiro de 1962.

## Condecorações
| Cruz de Ferro (1914) 2ª Classe                                   | 9 de setembro de 1914  |
| Cruz de Ferro (1914) 1ª Classe                                   | 14 de novembro de 1914 |
| Cruz de Honra da Guerra Mundial 1914/1918                        | 15 de janeiro de 1935  |
| Medalha dos Sudetos                                              | 1 de novembro de 1939  |
| Cruz de Ferro (1939) 2ª Classe                                   | 1 de outubro de 1939   |
| Cruz de Ferro (1939) 1ª Classe                                   | 5 de outubro de 1939   |
| Medalha da Frente Oriental                                       | 1 de agosto de 1942    |
| Ordem de Michael o Bravo 3ª Classe                               | 19 de março de 1943    |
| Cruz Germânica em Ouro                                           | 23 de janeiro de 1943  |
| Cruz de Cavaleiro da Cruz de Ferro                               | 15 de agosto de 1940   |
| Cruz de Cavaleiro da Cruz de Ferro com Folhas de Carvalho nº 766 | 5 de março de 1945     |